# Nevio Scala
Nevio Scala (Lozzo Atestino, 22 novembre 1947) è un ex calciatore, allenatore di calcio e dirigente sportivo italiano, di ruolo centrocampista.

## Biografia
Si dedica alla viticoltura e alla produzione di vino naturale nella sua azienda ai piedi dei Colli Euganei insieme alla moglie, ai figli e alla nuora.

## Carriera

### Giocatore

#### Club

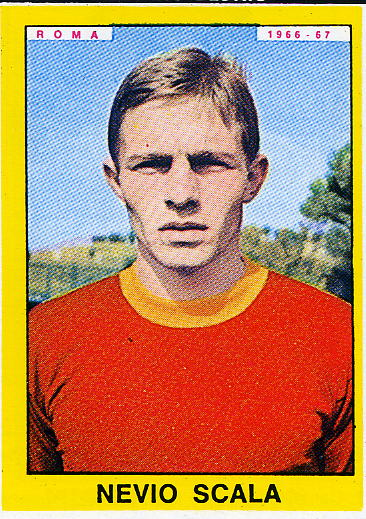
Scala alla Roma nel torneo 1966-1967

Giocò nel vivaio della Nova Gens, squadra di Noventa Vicentina, per poi passare nelle giovanili del L.R. Vicenza e del Milan.
Dopo una discreta carriera di centrocampista che, fra gli anni sessanta e ottanta, gli permette di indossare le casacche della Roma, della Fiorentina, del Milan – con cui, nel biennio 1967-1969, vince il campionato italiano, la Coppa delle Coppe e la Coppa dei Campioni –, del Vicenza, dell'Inter, del Foggia e del Monza, appende gli scarpini al chiodo nel 1981 dopo un'ultima stagione agonistica nell'Adriese.

#### Nazionale
Fu convocato in nazionale dal commissario tecnico Paolo Todeschini ai Giochi del Mediterraneo di Tunisi 1967, dove fu capitano della squadra. La finale del torneo tra Italia e Francia si concluse 0-0 dopo i tempi supplementari: per decidere il vincitore l'arbitro procedette con il sorteggio. Scala fu pertanto incaricato di scegliere la faccia della monetina preferita, e optò per lo stesso lato indicato in precedenza per la scelta del campo all'inizio della gara e di nuovo nei supplementari: la decisione si rivelò vincente. Al termine dell'incontro spiegò:

### Allenatore
Intrapresa la professione di allenatore, inizia a farsi notare dagli addetti ai lavori nel 1988, quando porta la Reggina in Serie B. L'anno successivo, ancora coi calabresi, sfiora la Serie A perdendola nello spareggio ai tiri di rigore contro la Cremonese. Sostituisce successivamente Vitali sulla panchina del Parma, con cui ottiene la promozione in massima categoria nel 1990.
Nei sei anni in cui Scala siede sulla panchina dei ducali, il club – che sino ad allora aveva quasi sempre militato nelle serie minori – si issa ai vertici del calcio italiano ed europeo: dopo la vittoria della Coppa Italia nel 1992, il Parma si aggiudica nel 1993 la Coppa delle Coppe (e perde in finale la successiva edizione del trofeo) e la Supercoppa UEFA, cui segue due anni dopo la Coppa UEFA. I parmensi di Scala entrano nel ristretto novero delle "provinciali" che vincono e convincono nel calcio italiano, ma sono i primi a farlo anche in campo continentale. In Serie A i gialloblù arrivano al secondo posto nel 1994-95.

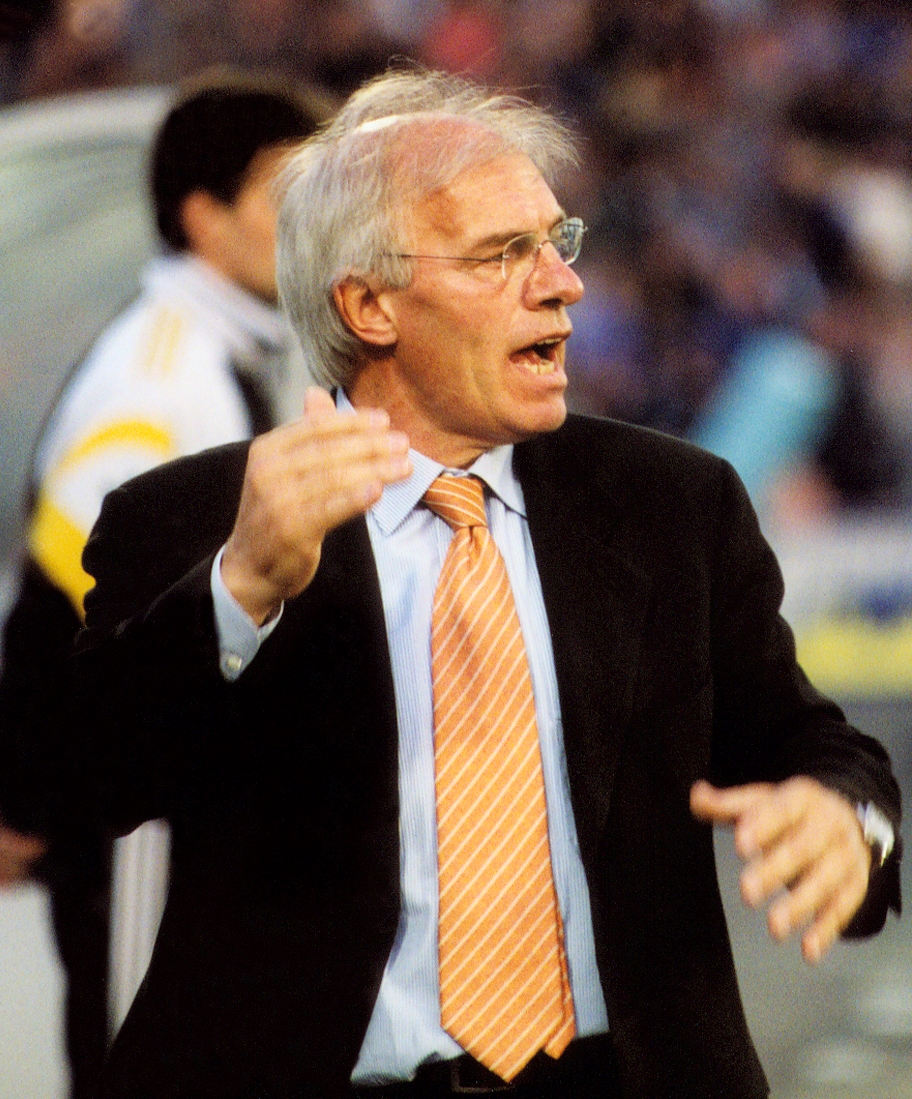
Scala sulla panchina dello Spartak Mosca nella stagione 2003-2004

In seguito Scala passa ad allenare il Perugia, subentrando a Galeone nel corso nella stagione 1996-97 senza riuscire a evitare la retrocessione degli umbri tra i cadetti, mentre l'annata seguente si trasferisce in Germania sulla panchina del Borussia Dortmund, con cui sul finire del 1997 trionfa nella Coppa Intercontinentale. Sarà l'unico trionfo della sua esperienza tedesca conclusasi con un decimo posto in campionato, una sconfitta in Supercoppa UEFA contro il Barcellona e una semifinale di Champions dove il suo Borussia è eliminato dai futuri campioni del Real Madrid.
Nel 2000-01 allena la formazione turca del Beşiktaş, ma viene esonerato, sicché nel 2001-2002 passa a guidare gli Ucraini dello Šachtar Donec'k, con cui vince campionato e coppa nazionale. Cambia ancora nazione e nel gennaio 2004 va in Russia allo Spartak Mosca, che guida per una sola stagione, terminando così la sua avventura moscovita e chiudendo, di fatto, la carriera da allenatore.

### Dirigente
Dopo un decennio, nell'estate del 2015, assume la carica di presidente del rifondato Parma, in Serie D e al termine della stagione ottiene la promozione in Lega Pro. Rimane al timone della squadra crociata fino al 22 novembre 2016, quando lascia in disaccordo con l'esonero del tecnico Luigi Apolloni, del responsabile dell'area tecnica Andrea Galassi e del D.S. Minotti.

## Statistiche

### Statistiche da allenatore
In grassetto le competizioni vinte.
| Stagione           | Squadra           | Campionato      | Campionato | Campionato | Campionato | Campionato | Coppe nazionali | Coppe nazionali | Coppe nazionali | Coppe nazionali | Coppe nazionali | Coppe continentali | Coppe continentali | Coppe continentali | Coppe continentali | Coppe continentali | Altre coppe | Altre coppe | Altre coppe | Altre coppe | Altre coppe | Totale | Totale | Totale | Totale | % Vittorie | Piazzamento      |
| Stagione           | Squadra           | Comp            | G          | V          | N          | P          | Comp            | G               | V               | N               | P               | Comp               | G                  | V                  | N                  | P                  | Comp        | G           | V           | N           | P           | G      | V      | N      | P      | %          | Piazzamento      |
| ------------------ | ----------------- | --------------- | ---------- | ---------- | ---------- | ---------- | --------------- | --------------- | --------------- | --------------- | --------------- | ------------------ | ------------------ | ------------------ | ------------------ | ------------------ | ----------- | ----------- | ----------- | ----------- | ----------- | ------ | ------ | ------ | ------ | ---------- | ---------------- |
| 1987-1988          | Reggina           | C1              | 34+1       | 15+1       | 13         | 6          | CI-C            | 6               | 3               | 1               | 2               | -                  | -                  | -                  | -                  | -                  | -           | -           | -           | -           | -           | 41     | 19     | 14     | 8      | 46,34      | 3º (prom.)       |
| 1988-1989          | Reggina           | B               | 38+1       | 13         | 18+1       | 7          | CI              | 5               | 2               | 1               | 2               | -                  | -                  | -                  | -                  | -                  | -           | -           | -           | -           | -           | 44     | 15     | 20     | 9      | 34,09      | 5º               |
| Totale Reggina     | Totale Reggina    | Totale Reggina  | 72+2       | 28+1       | 31+1       | 13         |                 | 11              | 5               | 2               | 4               |                    | -                  | -                  | -                  | -                  |             | -           | -           | -           | -           | 85     | 34     | 34     | 17     | 40,00      |                  |
| 1989-1990          | Parma             | B               | 38         | 16         | 14         | 8          | CI              | 1               | 0               | 1               | 0               | -                  | -                  | -                  | -                  | -                  | -           | -           | -           | -           | -           | 39     | 16     | 15     | 8      | 41,03      | 4º (prom.)       |
| 1990-1991          | Parma             | A               | 34         | 13         | 12         | 9          | CI              | 2               | 0               | 0               | 2               | -                  | -                  | -                  | -                  | -                  | -           | -           | -           | -           | -           | 36     | 13     | 12     | 11     | 36,11      | 6º               |
| 1991-1992          | Parma             | A               | 34         | 11         | 16         | 7          | CI              | 10              | 5               | 4               | 1               | CU                 | 2                  | 0                  | 2                  | 0                  | -           | -           | -           | -           | -           | 46     | 16     | 22     | 8      | 34,78      | 7º               |
| 1992-1993          | Parma             | A               | 34         | 16         | 9          | 9          | CI              | 6               | 2               | 3               | 1               | CdC                | 9                  | 5                  | 3                  | 1                  | SI          | 1           | 0           | 0           | 1           | 50     | 23     | 15     | 12     | 46,00      | 3º               |
| 1993-1994          | Parma             | A               | 34         | 17         | 7          | 10         | CI              | 8               | 5               | 1               | 2               | CdC                | 9                  | 5                  | 1                  | 3                  | SU          | 2           | 1           | 0           | 1           | 53     | 28     | 9      | 16     | 52,83      | 5º               |
| 1994-1995          | Parma             | A               | 34         | 18         | 9          | 7          | CI              | 10              | 5               | 2               | 3               | CU                 | 12                 | 8                  | 2                  | 2                  | -           | -           | -           | -           | -           | 56     | 31     | 13     | 12     | 55,36      | 2º               |
| 1995-1996          | Parma             | A               | 34         | 16         | 10         | 8          | CI              | 1               | 0               | 0               | 1               | CdC                | 6                  | 4                  | 0                  | 2                  | SI          | 1           | 0           | 0           | 1           | 42     | 20     | 10     | 12     | 47,62      | 6º               |
| Totale Parma       | Totale Parma      | Totale Parma    | 242        | 107        | 77         | 58         |                 | 38              | 17              | 11              | 10              |                    | 38                 | 22                 | 8                  | 8                  |             | 4           | 1           | 0           | 3           | 322    | 147    | 96     | 79     | 45,65      |                  |
| gen.-giu. 1997     | Perugia           | A               | 19         | 5          | 5          | 9          | CI              | 0               | 0               | 0               | 0               | -                  | -                  | -                  | -                  | -                  | -           | -           | -           | -           | -           | 19     | 5      | 5      | 9      | 26,32      | Sub. 16º (retr.) |
| 1997-1998          | Borussia Dortmund | BL              | 34         | 11         | 10         | 13         | CG+CdL          | 3+2             | 2+1             | 0               | 1+1             | UCL                | 10                 | 6                  | 2                  | 2                  | SU+CInt     | 2+1         | 0+1         | 1+0         | 1+0         | 52     | 21     | 13     | 18     | 40,38      | 10º              |
| 2000-mar. 2001     | Beşiktaş          | TL              | 23         | 14         | 4          | 5          | CT              | 4               | 3               | 1               | 0               | UCL                | 10                 | 4                  | 2                  | 4                  | CA          | 1           | 1           | 0           | 0           | 38     | 22     | 7      | 9      | 57,89      | Eson.            |
| gen.-giu. 2002     | Šachtar           | VL              | 13         | 10         | 3          | 0          | KU              | 3               | 2               | 0               | 1               | -                  | -                  | -                  | -                  | -                  | -           | -           | -           | -           | -           | 16     | 12     | 3      | 1      | 75,00      | Sub. 1º          |
| lug.-set. 2002     | Šachtar           | VL              | 9          | 6          | 2          | 1          | KU              | 2               | 2               | 0               | 0               | CU                 | 1                  | 0                  | 0                  | 1                  | -           | -           | -           | -           | -           | 12     | 8      | 2      | 2      | 66,67      | Eson.            |
| Totale Šachtar     | Totale Šachtar    | Totale Šachtar  | 22         | 16         | 5          | 1          |                 | 5               | 4               | 0               | 1               |                    | 1                  | 0                  | 0                  | 1                  |             | -           | -           | -           | -           | 28     | 20     | 5      | 3      | 71,43      |                  |
| dic 2003-set. 2004 | Spartak Mosca     | PL              | 21         | 9          | 4          | 8          | KR              | 2               | 1               | 1               | 0               | Int.+CU            | 6+2                | 3+1                | 1+0                | 2+1                | SR          | 1           | 0           | 0           | 1           | 32     | 14     | 6      | 12     | 43,75      | Eson.            |
| Totale carriera    | Totale carriera   | Totale carriera | 435        | 191        | 137        | 107        |                 | 65              | 33              | 15              | 17              |                    | 67                 | 36                 | 13                 | 18                 |             | 9           | 3           | 1           | 5           | 576    | 263    | 166    | 147    | 45,66      |                  |

## Palmarès

### Club

#### Competizioni nazionali
- Campionato italiano: 1

Milan: 1967-1968

#### Competizioni internazionali
- Coppa dei Campioni: 1

Milan: 1968-1969
- Coppa delle Coppe: 1

Milan: 1967-1968

### Nazionale
- Giochi del Mediterraneo:

1967

### Club

#### Competizioni nazionali
- Coppa Italia: 1

Parma: 1991-1992
- Coppa Atatürk: 1

Beşiktaş: 2000
- Campionato ucraino: 1

Šachtar Donec'k: 2001-2002
- Coppa d'Ucraina: 1

Šachtar Donec'k: 2001-2002
- Coppa di Russia: 1

Spartak Mosca: 2002-2003

#### Competizioni internazionali
- Supercoppa UEFA: 1

Parma: 1993
- Coppa delle Coppe: 1

Parma: 1992-1993
- Coppa UEFA: 1

Parma: 1994-1995
- Coppa Intercontinentale: 1

Borussia Dortmund: 1997

### Individuale
- L'allenatore dei sogni: 1

1995